# Burgos, Tây Ban Nha
Burgos là một đô thị trong tỉnh Burgos, Castile và León, Tây Ban Nha. Đây là thủ phủ của tỉnh Burgos. Dân số 179.097 người năm 2013.